# 費爾維爾 (密蘇里州)
費爾維爾（英語：Fairville）是位於美國密蘇里州薩林縣的非建制地區。

## 歷史
費爾維爾的郵局於1869年設立，其後於1903年停運。

## 地理
費爾維爾所處的海拔為高於海平面239米（即784英呎），而該地所採用的時區為UTC-6，即北美中部時區（CST）。同時該地設有夏令時間，為UTC-6調快一小時，即UTC-5（CDT）。